# Julio (unidad)
El julio (en el original, joule; pronunciación en inglés: /ˈdʒuːl/; símbolo: J) es la unidad derivada del Sistema Internacional utilizada para medir energía, trabajo y calor. Como unidad de trabajo, el julio se define como la cantidad de trabajo realizado por una fuerza constante de un newton en un metro de longitud en la misma dirección de la fuerza.
En esta definición, al ser tan específica, no se consideran tipos de resistencia como el roce del aire. 
Su símbolo es J, con mayúscula y sin punto, como todos los símbolos de unidades del SI que derivan de nombres de persona.
La unidad julio también se puede definir como:
- El trabajo necesario para mover una carga de un culombio a través de una tensión (diferencia de potencial) de un voltio. Es decir, un voltio-culombio (V·C). Esta relación se puede utilizar, a su vez, para definir la unidad voltio.[6]
- El trabajo necesario para producir un vatio de potencia durante un segundo. Es decir, un vatio-segundo (W·s). Esta relación es, además, utilizable para definir el vatio.

También es la energía disipada en forma de calor cuando una corriente eléctrica de un amperio pasa a través de una resistencia de un ohmio durante un segundo.
Puede utilizarse para medir calor, el cual es energía cinética (movimiento en forma de vibraciones) a escala atómica y molecular de un cuerpo.
Toma su nombre en honor del físico inglés James Prescott Joule (1818–1889).
Como todas las unidades del SI que llevan el nombre de una persona, su símbolo comienza con una letra mayúscula (J), pero cuando se escribe completo, sigue las reglas de mayúsculas de un sustantivo común; es decir, "joule" se escribe con mayúsculas al principio de una frase y en los títulos, pero por lo demás va en minúsculas.

## Historia
El Sistema Cegesimal de Unidades había sido declarado oficial en 1881, en el primer Congreso Internacional de Electricidad.
El ergio se adoptó como unidad de energía en 1882. Wilhelm Siemens, en su discurso de toma de posesión como presidente de la Asociación Británica para el Avance de la Ciencia (23 de agosto de 1882) propuso por primera vez el Joule como unidad de calor, que se derivaría de las unidades electromagnéticas amperio y ohmio, en unidades cgs equivalentes a 107 ergios.
La denominación de la unidad en honor de James Prescott Joule (1818-1889), en aquel momento jubilado pero aún vivo (63 años), se debe a Siemens:

Una unidad de calor de este tipo, si resulta aceptable, podría llamarse, con gran propiedad, Joule, en honor del hombre que tanto ha contribuido al desarrollo de la teoría dinámica del calor.

En el segundo Congreso Internacional de Electricidad, celebrado el 31 de agosto de 1889, se adoptó oficialmente el joule junto con el vatio y el cuadrante (más tarde rebautizado como henry).
Joule murió ese mismo año, el 11 de octubre de 1889.
En el cuarto congreso (1893), se definieron el "amperio internacional" y el "ohmio internacional", con ligeros cambios en las especificaciones para su medición, siendo el "joule internacional" la unidad derivada de ellos. Actas del Congreso Eléctrico Internacional. Nueva York: Instituto Americano de Ingenieros Eléctricos. 1894.</ref>.
En 1935, la Comisión Electrotécnica Internacional (como organización sucesora del Congreso Eléctrico Internacional) adoptó el " sistema Giorgi", que al asumir un valor definido para la constante magnética también implicaba una redefinición del joule. El sistema Giorgi fue aprobado por el Comité Internacional de Pesas y Medidas en 1946. El joule ya no se definía basándose en la unidad electromagnética, sino como la unidad de trabajo realizado por una unidad de fuerza (en aquel momento aún no se llamaba newton)
en una distancia de 1 metro. El joule se concibió explícitamente como la unidad de energía que se utilizaría tanto en contextos electromagnéticos como mecánicos. La ratificación de la definición en la novena Conferencia General de Pesas y Medidas, en 1948,
añadió la especificación de que el joule también debía preferirse como unidad de calor en el contexto de la calorimetría, desaprobando así oficialmente el uso de la caloría. 
Esta definición fue la precursora directa del joule tal y como se adoptó en el moderno Sistema Internacional de Unidades en 1960.
La definición del joule como J = kg⋅m2⋅s-2 ha permanecido inalterada desde 1946, pero el joule como unidad derivada ha heredado cambios en las definiciones del segundo (en 1960 y 1967), el metro (en 1983) y el kilogramo (en 2019).

## Equivalencias
El julio equivale a:

{\displaystyle \mathrm {1\,J=1\,N\cdot m=\left(kg\cdot {\frac {m}{s^{2}}}\right)\cdot m={\frac {kg\cdot m^{2}}{s^{2}}}} }

Donde N representa newtons; m, metros; kg: kilogramos; s: segundos.
Un julio equivale a
1 N·m (newton·metro)
1 W·s (vatio·segundo)
6,2415 × 1018 eV (electronvoltio)
1 C·V (culombio·voltio)
0,00987 atm·L (atmósfera·litro)
1 Pa·m³ (pascal·metro cúbico)
0,238902957 cal (caloría)
Equivalencias inversas
1 Wh (vatio-hora) = 3600 J
1 kWh (kilovatio-hora) = 3,6·106 J = 3,6 MJ
1 cal (caloría) = 4,187 J
1 kcal (kilocaloría) = 1000 cal = 4187 J
1 tep (tonelada equivalente de petróleo) = 41,84·109 J = 11 622 kilovatios-hora
1 tec (tonelada equivalente de carbón) = 29,3·109 J = 8138,9 kilovatios-hora
1 g de TNT = 4184 J ≈ 1 kcal

### Equivalencias prácticas aproximadas
Para tener una idea de la magnitud de un julio, existen varios ejemplos en la vida cotidiana que pueden aportar alguna idea de dicha cantidad de energía. Un julio es, aproximadamente, la:
- Energía necesaria para lanzar una manzana pequeña un metro hacia arriba.
- Energía liberada cuando una manzana pequeña cae un metro hacia el suelo.
- Energía liberada por una persona en reposo en una centésima de segundo.
- Energía cinética (movimiento) de una bola de tenis de 56 gramos a 22 km/h o 6 m/s.
- Energía cinética de un humano adulto que se mueve a una velocidad de alrededor de 20 cm/s.
- Energía necesaria para elevar 0,24 °C la temperatura de un gramo de agua.[17]

## Múltiplos del SI
A continuación se presenta una tabla de los múltiplos y submúltiplos del Sistema Internacional de Unidades.
| Submúltiplos                                             | Submúltiplos | Submúltiplos |        | Múltiplos | Múltiplos   | Múltiplos |
| Valor                                                    | Símbolo      | Nombre       | Valor  | Símbolo   | Nombre      |           |
| 10−1 J                                                   | dJ           | decijulio    | 101 J  | daJ       | decajulio   |           |
| 10−2 J                                                   | cJ           | centijulio   | 102 J  | hJ        | hectojulio  |           |
| 10−3 J                                                   | mJ           | milijulio    | 103 J  | kJ        | kilojulio   |           |
| 10−6 J                                                   | µJ           | microjulio   | 106 J  | MJ        | megajulio   |           |
| 10−9 J                                                   | nJ           | nanojulio    | 109 J  | GJ        | gigajulio   |           |
| 10−12 J                                                  | pJ           | picojulio    | 1012 J | TJ        | terajulio   |           |
| 10−15 J                                                  | fJ           | femtojulio   | 1015 J | PJ        | petajulio   |           |
| 10−18 J                                                  | aJ           | attojulio    | 1018 J | EJ        | exajulio    |           |
| 10−21 J                                                  | zJ           | zeptojulio   | 1021 J | ZJ        | zettajulio  |           |
| 10−24 J                                                  | yJ           | yoctojulio   | 1024 J | YJ        | yottajulio  |           |
| 10−27 J                                                  | rJ           | rontojulio   | 1027 J | RJ        | ronnajulio  |           |
| 10−30 J                                                  | qJ           | quectojulio  | 1030 J | QJ        | quettajulio |           |
| Los prefijos más comunes de la unidad están en negritas. |              |              |        |           |             |           |

Esta unidad del Sistema Internacional es nombrada así en honor a James Prescott Joule. En las unidades del SI cuyo nombre proviene del nombre propio de una persona, la primera letra del símbolo se escribe con mayúscula (J), en tanto que su nombre siempre empieza con una letra minúscula (julio o joule), salvo en el caso de que inicie una frase o un título.
Basado en The International System of Units, sección 5.2.

## Newton-metro y par
En mecánica, el concepto de fuerza (en alguna dirección) tiene un análogo cercano en el concepto de  par (sobre algún ángulo):
| Lineal         | Angular            |
| -------------- | ------------------ |
| Fuerza         | Par                |
| Masa           | Momento de inercia |
| Desplazamiento | Ángulo             |

Como resultado de esta similitud, la unidad del SI para el par es el newton metro, que según el  algebraico tiene las mismas [[análisis dimensional]|dimensiones]] que el joule, pero no son intercambiables. La Conferencia General de Pesas y Medidas ha dado a la unidad de energía el nombre de joule, pero no ha dado a la unidad de par ningún nombre especial, por lo que es simplemente el newton-metro (N⋅m) - un nombre compuesto derivado de sus partes constituyentes. El uso de newton-metros para el par pero joules para la energía es útil para evitar malentendidos y falta de comunicación.
La distinción puede verse también en el hecho de que la energía es una cantidad escalar - el producto escalar de un vector vector de fuerza y un vector de desplazamiento. Por el contrario, el par es un vector - el producto cruzado de un vector fuerza y un vector distancia. El par y la energía están relacionados entre sí por la ecuación
{\displaystyle E=\tau \theta \,,}
donde E es la energía, τ es (la magnitud vectorial del) par, y θ es el ángulo barrido (en radianes). Dado que los ángulos planos son adimensionales, se deduce que el par y la energía tienen las mismas dimensiones.

## Vatio segundo
Un vatio-segundo (símbolo W s o W⋅s) es una unidad derivada de energía equivalente al julio. El vatio-segundo es la energía equivalente a la potencia de un vatio sostenido durante un segundo.  Aunque el vatio-segundo es equivalente al joule tanto en unidades como en significado, hay algunos contextos en los que se utiliza el término "vatio-segundo" en lugar de "joule", como en la clasificación de los flashes electrónicos fotográficos. 

## Orden de magnitud
El julio es una unidad de energía muy pequeña para la vida corriente. Aproximadamente, un julio es la cantidad de energía necesaria para levantar 0,1 kg una altura de 1 metro en la superficie terrestre. Una patada de un deportista puede tener una energía de unos 200 J; una bombilla (de cualquier tipo) de 20 W encendida durante 8 horas gasta unos 600 000 J; y el consumo eléctrico de una familia media durante un mes puede ser de 1 000 000 000 J (unos 278 kWh).